# Sky (Wang Fei)
Sky è un album studio cinese del 1994 della cantante pop cinese Wang Fei, conosciuta anche musicalmente come Faye Wong.

## Tracce
1. 天空 (Tiānkōng)
Cielo
2. 棋子 (Qízi)
Pedina
3. 天使 (Tiānshĭ)
Angelo
4. 影子 (Yĭngzi)
Ombra
5. 天空 (Tiānkōng)
Cielo (versione unplugged)
6. 眷戀 (Juànliàn)
Devozione
7. 不變 (Bùbiàn)
Eterno
8. 矜持 (Jīnchí)
Riservatezza
9. 掙脫 (Zhēngtuō)
Eludere
10. 誓言 (Shìyán)
Pegno

Elude è la versione cinese della precedente sua hit cantonese Dream Person, inclusa nel precedente album Random Thoughts (胡思亂想) ed inserita anche nella colonna sonora del film di Wong Kar-wai Hong Kong Express. Essa è una cover di Dreams, canzone del gruppo irlandese The Cranberries, inclusa nell'album Everybody Else Is Doing It, So Why Can't We?.